# Hakubun Shimomura
Hakubun Shimomura (下村 博文) es un político japonés perteneciente al Partido Liberal Democrático de Japón, diputado en el Congreso de Japón y Ministro de Educación, Cultura, Deportes, Ciencia y Tecnología (2012-2015) con Shinzō Abe.

## Nacimiento y educación
Shimomura nació el 22 de mayo de 1954 en Takasaki, prefectura de Gunma. A los 9 años perdió a su padre y tuvo dificultades para completar su educación, pero obtuvo becas y ayudas al estudio hasta terminar la universidad en la Universidad de Waseda.

## Carrera
Shimomura fue elegido diputado por primera vez en 1996, como representante del distrito de Tokio No. 11. En 2012 Shimomura fue nombrado Ministro de Educación, Cultura, Deportes, Ciencia y Tecnología.
Su acción más polémica consistió en el envío de una carta a cada una de las 86 Universidades públicas de Japón pidiéndoles que tomaran "medidas activas para abolir los departamentos [de Ciencias Sociales y Humanidades] o reconvertirlos de forma que se ocupen de áreas que atiendan mejor las necesidades de la sociedad" lo que provocó consternación y repulsa en las universidades y centros de investigación de todo el mundo.

 Tras el revuelo internacional, Shimomura hizo una retractación parcial. 26 universidades, pero ninguna de las más grandes del país, anularon sus departamentos en tales áreas.

## Posiciones políticas
Shimomura está afiliado a la fundación revisionista Nippon Kaigi, cuyas opiniones comparte y defiende públicamente.
Acerca de las llamadas mujeres de consuelo (mujeres de pueblos sometidos bélicamente , especialmente en Corea, China y Filipinas, utilizadas como esclavas sexuales por el ejército japonés), Shimomura comentó en 2007 que "es cierto que existieron estas mujeres de placer. Creo que algunos padres vendieron a sus hijas, pero esto no significa que el ejército japonés fuera responsable de ello." Tras su elección como Ministro de Educación en 2012, declinó manifestarse sobre el asunto, pero declaró que  "el Gobierno ha decidido estudiar la interpretación japonesa de la historia, incluyendo la Declaración de Kono [que reconoce la implicación del ejército japonés], y si es necesario manifestaré mis opiniones al respecto".

## Vida personal
Shimomura tiene un hijo con deficiencias de aprendizaje que le impidieron ingresar en una Universidad de Japón pero que pudo graduarse en la University of the Arts London en 2013.